# Растилково Малое
Растилково Малое — деревня в Лежневском районе Ивановской области России, входит в состав Лежневского сельского поселения.

## География
Деревня расположена в 21 км на юг от райцентра посёлка Лежнево на автодороге 24Н-133 Лежнево – Савино – Воскресенское.

## История
В конце XIX века деревня входила в состав Быковской волости Ковровского уезда Владимирской губернии, с 1918 года — в составе Ново-Горкинской волости Шуйского уезда Иваново-Вознесенской губернии. В 1859 году в деревне числилось 14 дворов, в 1905 году — 20 дворов.
С 1929 года деревня являлась центром Растилковского сельсовета Шуйского района Ивановской Промышленной области, с 1932 года — в составе Лежневского района, с 1963 года — в составе Шуйского района, с 1985 года — в составе Лежневского района, с 2005 года — в составе Воскресенского сельского поселения, с 2015 года — в составе Лежневского сельского поселения.

## Население
| 1859 | 1905 | 2010 |
| ---- | ---- | ---- |
| 104  | ↘77  | ↗144 |